# Lew Temple

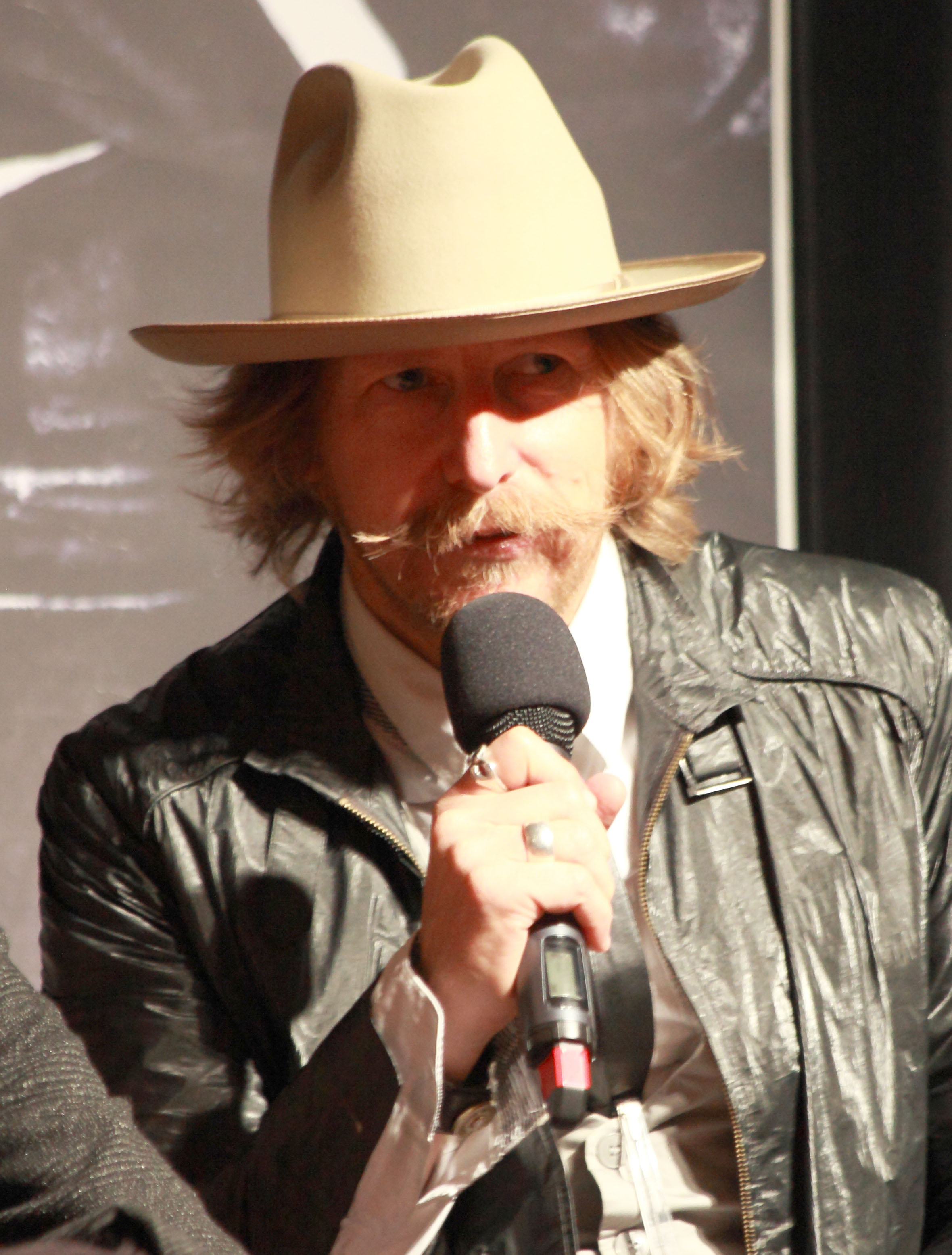
Temple auf dem Spooky Empire's Ultimate Horror Weekend in Orlando (2014)

Lew Temple (* 2. Oktober 1967 in Louisiana) ist ein US-amerikanischer Schauspieler. Seit Beginn seiner Karriere war er in annähernd 100 Film- und Fernsehproduktionen zu sehen.

## Leben und Karriere
Lew Temple wurde im US-Bundesstaat Louisiana geboren, wuchs jedoch in Texas auf. Während seiner Zeit auf dem Rollins College war er ein sehr erfolgreicher Baseballspieler. Er schloss das College 1985 ab. Für die große Baseballkarriere zu klein, blieb er dem Sport in der Folge dennoch treu und war etwa als Scout für die New York Mets aktiv. 
Seit 1993 ist er in Film und Fernsehen aktiv. Er ist vor allem durch seine Auftritte in Horrorfilmen bekannt. So war er etwa in The Devil’s Rejects oder Texas Chainsaw Massacre: The Beginning zu sehen. Des Weiteren trat er in 21 Gramm und Domino auf. Neben diesen Rollen, spielt Temple außerdem regelmäßig im Fernsehen, darunter CSI: Miami, Criminal Minds oder Navy CIS: L.A. Am bekanntesten dürfte er jedoch durch die Rolle des Axel aus der dritten Staffel der Serie The Walking Dead sein. Gerade zu Beginn seiner Karriere lieh Temple häufig Animefiguren seine Stimme. Bis heute spricht er auch Videospielfiguren.
2002 wurde bei ihm Blutkrebs diagnostiziert. Nach achtmonatigem Krankenhausaufenthalt konnte er die Krankheit besiegen. Noch heute beteiligt er sich an Wohltätigkeitsaktionen im Kampf gegen den Krebs.

## Filmografie (Auswahl)
- 1994: Angels – Engel gibt es wirklich! (Angels in ht Outfield)
- 1994: Jason’s Lyric
- 1995: The Kangaroo
- 1996–2001: Walker, Texas Ranger (Fernsehserie, 4 Episoden)
- 1997: Big Easy – Straßen der Sünde (Big Easy, Fernsehserie, Episode 2x01)
- 1997: The Stalk Exchange
- 1998: Die Newton Boys (The Newton Boys)
- 2000: Red Ink
- 2000: Born to Win
- 2001: On the Borderline
- 2003: 21 Gramm
- 2005: The Devil’s Rejects
- 2005: Domino
- 2006: The Visitation
- 2006: Texas Chainsaw Massacre: The Beginning
- 2006: Déjà Vu – Wettlauf gegen die Zeit (Deja Vu)
- 2007: Jennas Kuchen – Für Liebe gibt es kein Rezept (Waitress)
- 2007: CSI: Miami (Fernsehserie, Episode 5x17)
- 2007: Halloween
- 2008: No Man’s Land: The Rise of Reeker
- 2008: The House – Die Schuldigen werden bestraft (House)
- 2009: Happy in the Valley
- 2010: The Killing Jar
- 2010: Navy CIS: L.A. (Fernsehserie, Episode 1x17)
- 2010: Unstoppable – Außer Kontrolle (Unstoppable)
- 2011: Rango (Stimme im Original)
- 2011: Criminal Minds (Fernsehserie, Episode 6x16)
- 2012: Lawless – Die Gesetzlosen (Lawless)
- 2012: Hawaii Five-0 (Fernsehserie, Episode 3x11)
- 2012: Monika – Eine Frau sieht rot (MoniKa)
- 2012–2013: The Walking Dead (Fernsehserie, 8 Episoden)
- 2013: Lone Ranger
- 2014: Wicked Blood
- 2014: Lucky Dog
- 2015: A Grace of Jake
- 2015: Longmire (Fernsehserie, 3 Episoden)
- 2015: Wicked City (Fernsehserie, 4 Episoden)
- 2015: Impact Earth
- 2016: Born Again Dead
- 2016: Home
- 2016: 31
- 2017: Chicago Fire (Fernsehserie, Episode 5x17)
- 2017: My B.F.F.
- 2017: Kidnap - Entführt in Louisiana (Kidnap)
- 2017: A Fighting Season
- 2017: The Endless
- seit 2018: 5th Ward (Fernsehserie)
- 2019: Once Upon a Time in Hollywood
- 2020: Becoming – Meine Geschichte (Becoming)
- 2020: Laura Hasn’t Slept (Kurzfilm)
- 2021: Spirit – Frei und ungezähmt (Spirit Untamed, Stimme)
- 2022: Hostile Territory – Durch feindliches Gebiet (Hostile Territory)